# Магазов, Саид-Гирей Саид-Ягафарович
Саид-Гирей Саид-Ягафарович Магазов (баш. Сәйетгәрәй Сәйетйәғәфәр улы Мағазов, XIX век, Аскарово — 1921, Самарская губерния) — деятель Башкирского национального движения, участник Гражданской войны.

## Биография
Саид-Гирей Магазов родился в деревне Аскарово Катайской волости Челябинского уезда Оренбургской губернии, ныне деревня входит в Альменевский муниципальный округ Курганской области. Брат Гимрана Магазова.
Состоял имамом Асхабадского гарнизона.
В 1917 году участвовал в работе Всебашкирских курултаев (съездов) в Уфе и Оренбурге. Включён в состав Башкирского правительства.
Принимал участие в Гражданской войне в России. Согласно утверждению И. Туракаева, был назначен имам-хатыбом и мугаллимом в 3-й Башкирский стрелковый полк.
В 1918 году участвовал в формировании Башкирского войска.
С июня 1918 года входил в состав Башкирского военного совета — работал секретарём, с июля того же года — уполномоченным по Уфимской губернии, а с августа 1918 года является особоуполномоченным по организации Башкирских военных сил в Челябинском, Верхнеуральском и Златоустовском уездах. С октября 1918 года служил в Башкирском войсковом управлении. 16 февраля 1919 года назначен особоуполномоченным штаба Башкирского войска в Тамьян-Катайском кантоне.
С 22 февраля 1919 года вошёл в состав Башкирского военно-революционного комитета, где был заведующим агитационно-информационного отдела. Являлся начальником политического управления войск Автономной Башкирской Советской Республики.
В июне 1920 года после выхода декрета ВЦИК и СНК РСФСР «О государственном устройстве Автономной Советской Башкирской Республики» в знак протеста вместе с другими членами Башкирского военно-революционного комитета подал в отставку. Совместно с Ф. М. Сулеймановым, Н. Т. Тагировым и другими выехал в Среднюю Азию.
В 1921 году был в составе комиссии по помощи голодающим.
Саид-Гирей Саид-Ягафарович Магазов умер в 1921 году, в селе Кинель, Самарского уезда Самарской губернии (ныне город — административный центр городского округа Кинель Самарской области), где и был похоронен. 